# Boston Red Sox

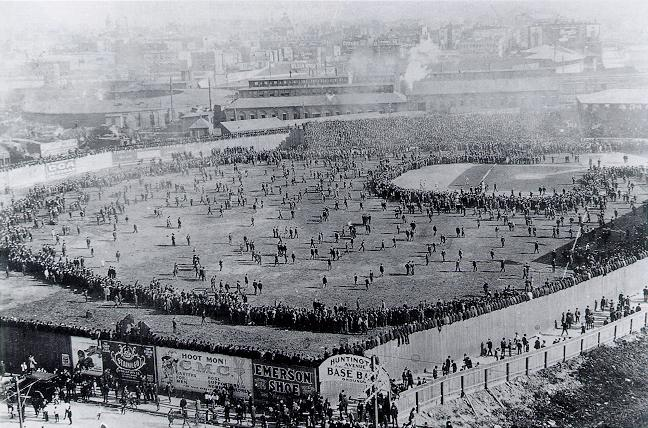
O Huntington Avenue Grounds antes de um jogo da World Series de 1903

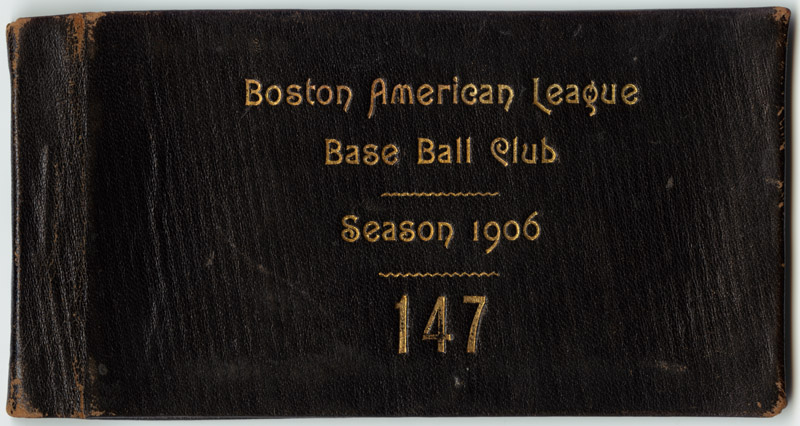
Temporada de 1906

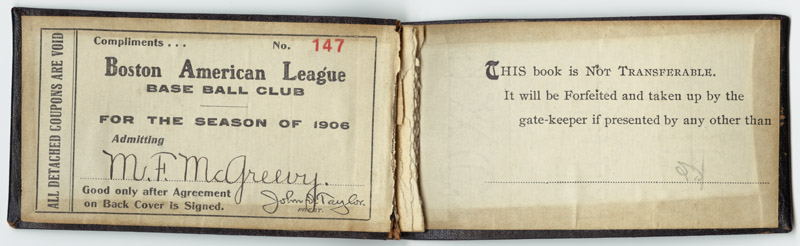
O livro da temporada de 1906

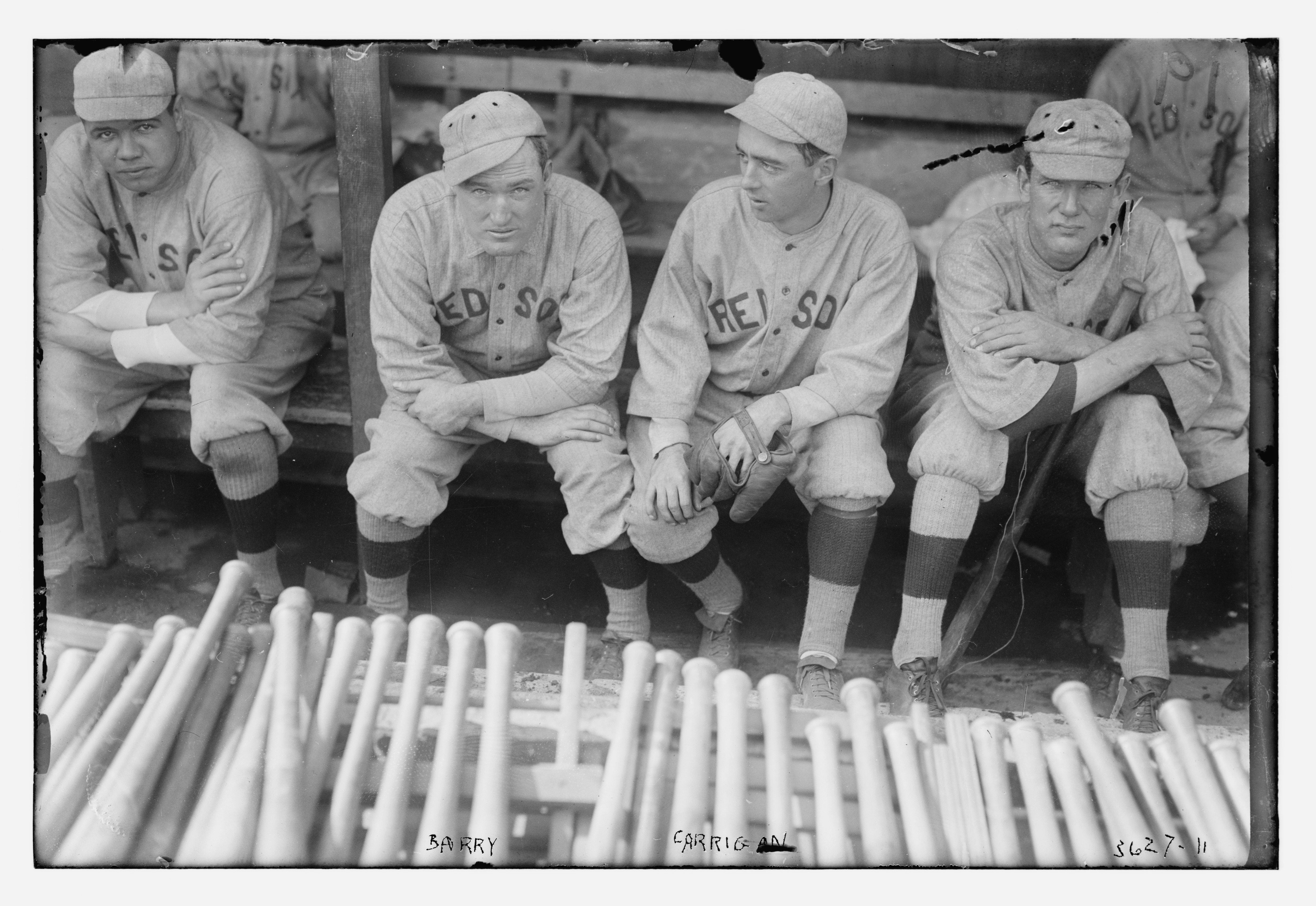
Babe Ruth, Jack Barry, Bill Carrigan e Gainer

O Boston Red Sox é um time americano profissional de beisebol, pertencente a divisão Leste da Liga Americana, também formada por New York Yankees, Baltimore Orioles, Tampa Bay Rays e Toronto Blue Jays. Seu estádio, o Fenway Park, é o mais antigo em operação na Major League Baseball, fundado em 1912. Fazem com os New York Yankees a maior rivalidade não só do beisebol, como de todos os esportes nos Estados Unidos.
É um dos oito times fundadores da Liga Americana, criado em Buffalo, Nova Iorque, em 1901. Depois da mudança para Boston, o time conquistou a primeira World Series da história, derrotando o Pittsburgh Pirates em 1903, ainda sob o nome de Boston Americans. Depois de oficialmente se tornar os "Boston Red Sox", a organização conseguiu conquistar mais quatro títulos, em 1912, 1915, 1916 e 1918. E depois deste, entraria em um dos maiores jejuns da história do esporte, conhecida como a Maldição do Bambino, que foi encerrada em 2004, após a conquista contra os St. Louis Cardinals.
Um fato marcante dessa temporada foi a Série de Campeonato da Liga Americana, em um duelo contra seu maior rival, os New York Yankees. Após estar perdendo a série melhor-de-sete por três jogos a zero, conseguiu virar e ir para a World Series daquele ano, sendo o primeiro time do esporte a conseguir tal feito numa série melhor-de-sete. Nessa série, destacam-se o walk-off home run de David Ortiz no jogo 4, a rebatida simples de walk-off também de Ortiz no jogo 5 e o incidente da meia ensanguentada do arremessador Curt Schilling, no jogo 6 da série.
Um dos torcedores notórios do Red Sox é Stephen King, que escreveu um livro em co-autoria com Stewart O'Nan sobre a equipe, intitulado de Faithful.

## História

### 1900-1909
Em 1900, Ban Johnson's da Liga Oeste declarou a sua igualdade com a Liga Nacional, até então a única grande liga de beisebol. Johnson mudou o nome da sua liga para Liga Americana. Competindo nas ruas, as franquias eram sediadas em duas das cidades mais importantes dos Estados Unidos, Filadélfia e Boston. Jogavam seus jogos em casa no estádio Huntington Avenue Grounds, a franquia do Boston (muitas vezes chamados de americanos durante essa época pois eram conhecidos como Boston Americans) terminou em segundo e terceiro lugar em suas duas primeiras temporadas antes de conquistar a sua primeira flâmula, em 1903, conseguindo repetir a façanha em 1904. A equipe foi comprada em 1903 pela editora Milwaukee, de George Brumder, mas Brumder a vendeu no ano seguinte. Essas primeiras equipes de Boston foram conduzidas pelo gerente e terceira base Jimmy Collins e pelo arremessador Cy Young, cujas temporadas de 1901 a 1904 sempre figuraram entre os quatro melhores. Além disso, os norte-americanos receberam contribuições significativas dos outfielders Chick Stahl, Buck Freeman e Patsy Dougherty. Em 1903, os americanos participaram da primeira World Series, batendo o favorito Pittsburgh Pirates e ganhando a melhor de nove jogos por cinco a três. Os americanos foram ajudados tanto pelos gritos de "Tessie" de seu fã-clube Royal Rooters quanto pela força de seu arremessador principal.

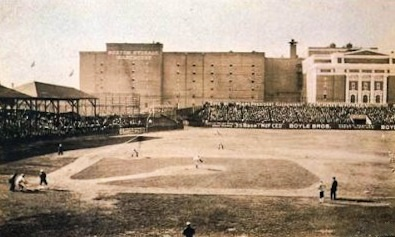
O Huntington Avenue Grounds

O ano de 1904 foi quase tão bom quanto o anterior, mas devido ao surgimento do New York Highlanders como um forte concorrente, os americanos se encontravam em uma situação difícil nos últimos jogos da temporada. Prenunciando o que viria a tornar-se uma rivalidade imensa, a temporada de 1904 caracterizou movimentos controversos como o comércio de Patsy Dougherty para os Highlanders em troca de Bob Unglaub. No entanto, o clímax da temporada discutível ocorreu durante os jogos finais no estádio do Highlanders, o Hilltop Park. A fim de ganhar o campeonato, Nova York precisava vencer os dois jogos contra o Boston, e com Jack Chesbro, arremessador vencedor e número 41 do Highlanders, Nova York parecia ter uma boa chance de ganhar o jogo. No entanto, no início da nona entrada a partida estava empate 2-2 e com um homem na terceira base, a bola rápida não entrou na zona de strike de Chesbro, permitindo a Lou Criger de marcar a corrida em um dos mais famosos campos selvagens da história. Infelizmente, o campeão da Liha Nacional New York Giants já tinha recusado a desempenhar qualquer série de playoffs, temendo que daria credibilidade ao seu mais novo rival de Nova York (a expectativa era que os Highlanders fosse o adversário), o que levou a uma reação de indignação do público, originando assim a criação da World Series para definir o campeão de cada ano a partir de 1905.
Estes tempos de sucesso rapidamente terminaram, quando os americanos viriam a perder 100 jogos na temporada 1906. Mas vários jogadores foram contratados em seguida para os recém-renomeado Red Sox a reverter sua sorte mais uma vez.

### 1910-1919
Babe Ruth, Bill Carrigan, Jack Barry, e Del Gainer chegaram em 1909, o center fielder Tris Speaker tornou-se um jogador importantíssimo no outfield do Boston, e o Red Sox conseguiu jogar à sua maneira para assegurar o terceiro lugar na Liga Americana. No entanto, o Red Sox não conseguiu vencer o campeonato novamente até a temporada de 1912 com sua campanha de 105 vitórias, terminando como um dos times de melhor aproveitamento em todos os tempos. Ancorados pela força do outfield considerado entre os melhores da história (Tris Speaker, Harry Hooper e Duffy Lewis) além do arremessador Joe Wood, o Red Sox derrotou o New York Giants 4-3-1 na World Series de 1912 que ficou conhecida como a "Muff Snodgrass".
De 1913 a 1916, o Red Sox foi liderado por Joseph Lannin, que se igualou a Babe Ruth e logo se tornou um dos mais conhecidos e mais reverenciados jogadores de beisebol. Outra campanha de 101 vitórias em 1915 impulsionou o Red Sox para a World Series daquele ano, onde venceu o Philadelphia Phillies por quatro jogos a um. A equipe de 1916, mais uma vez ganhou o campeonato Liga Americana, embora Tris Speaker tenha sido negociado com o Cleveland Indians. Sua saída porém foi mais que compensada, principalmente pelo destaque de Babe Ruth como estrela principal. Mais uma vez, o Red Sox ganhou a World Series, desta vez derrotando o Robins Brooklyn. Em 1918, a equipe encontrou-se no topo da liga outra vez, desta vez liderada por Ruth que assegurou mais um título da World Series contra o Chicago Cubs.

### 1920-1939
Após a venda de Babe Ruth para os Yankees, Frazee continuou a vender muitos dos jogadores. No inverno de 1920, Wally Schang, e os futuro arremessadores titulares Waite Hoyt, Harry Harper, e Mike McNally foram negociadas para os Yankees em troca de Del Pratt, Muddy Ruel, John Costello, Thormahlen Hank, Vick Sammy e algum dinheiro. Depois disso, o shortstop Everett Scott, os arremessadores Bullet Joe Bush e Sad Sam Jones foram negociadas também com o Yankees em troca de Roger Peckinpaugh (que foi imediatamente enviado para Washington), Jack Quinn, Rip Collins, Bill Piercy e mais 50 000 dólares. Um negócio particularmente controverso foi o de Joe Dugan e Elmer Smith, que foram negociados para os Yankees em 23 de julho de 1922, por Elmer Miller, Fewster Chick, Johnny Mitchell, e a futura estrela Lefty O'Doul, que na época era um medíocre arremessador reserva. Talvez um negócio ainda mais escandaloso foi o comércio de Herb Pennock, ocorrido no início de 1923. Pennock foi negociado pela Red Sox para os Yankees por Camp Skinner, McMillan Norm, George Murray e mais 50 000 dólares.
Após estas operações, o Red Sox terminou em segundo na divisão com registros bem ruins entre 1920 e 1930. Durante um período de oito anos 1925 a 1932, o Red Sox teve em média, mais de 100 derrotas por temporada. Um dos poucos pontos positivos sobre essas equipes foi Earl Webb, que estabeleceu a marca recorde de todos os tempos de rebatida dupla em uma mesma temporada no ano de 1931 com 67. As coisas começaram a mudar em 1933, no entanto, quando Tom Yawkey comprou o Red Sox. Yawkey adquiriu Lefty Grove, um dos maiores arremessadores de todos os tempos, Joe Cronin, Jimmie Foxx, e Wes Ferrell. Estes jogadores deixaram o Red Sox mais competitivo no final dos anos trinta.

### 1940-1949
Em 1939, o Red Sox comprou o contrato do outfielder Ted Williams, dando início a uma era da equipe às vezes chamada de "Ted Sox". Williams é geralmente considerado um dos maiores rebatedores de todos os tempos, porque ele sempre bateu tanto em potência alta quanto média alta. Histórias de sua habilidade para segurar o bastão na mão e estimar corretamente o tipo de arremesso que vinha era exemplar. Seu livro The Science of Hitting é amplamente lido pelos alunos do beisebol. Ele também é o último jogador a bater acima de 40% em uma temporada completa, atingindo 40,6% em 1941. Williams rivalizou com jornalistas esportivos durante um tempo e seu relacionamento com os fãs não era dos melhores.
Com Williams, o Red Sox chegou à World Series de 1946, mas perdeu para o St. Louis Cardinals em sete jogos, em parte devido à utilização do "Williams Shift", em tese para dificultar a ação de arremessadores canhotos. Alguns alegaram que Williams era demasiado orgulhoso para bater para o outro lado do campo, não querendo deixar os Cardinals tirará-lo do jogo. Williams não foi bem na série, reunindo apenas cinco rebatidas simples em 25 oportunidades, para uma média de 20%. No entanto, seu desempenho pode ter sido afetado por uma lesão no cotovelo, ocorrida alguns dias antes quando ele foi acertado pela bola em um jogo de exibição. Williams nunca jogaria uma World Series novamente. Ele serviu por duas vezes o Corpo de Fuzileiros Navais dos Estados Unidos como um piloto e foi tanto para a II Guerra Mundial quanto para a Guerra da Coreia, e perdeu pelo menos cinco temporadas inteiras de beisebol. Não se pode saber como teria sido seu desempenho.
O Red Sox trouxe uma série de outros jogadores durante a década de 1940, incluindo SS Johnny Pesky, o segunda base Bobby Doerr, e o centerfield Dom DiMaggio (irmão de Joe DiMaggio). O Red Sox perdeu por pouco a decisão da Liga Americana em 1948 e 1949. Em 1948, eles terminaram empatados com o Cleveland, e foram derrotados nos playoffs acabando com as esperanças de voltar a World Series. Curiosamente, o gerente Joe McCarthy escolheu Denny Galehouse para iniciar a partida de desempate quando o jovem Phenom Mel Parnell estava disponível para ser o arremessador. Em 1949, o Red Sox ficou com um jogo à frente do New York Yankees, com apenas dois jogos do fim da temporada para manter a liderança, mas eles perderam ambos os jogos.

### 1950-1959
Os anos de 1950 foram vistos como uma época difícil para o Red Sox. Após a volta de Williams da Guerra da Coreia, em 1953, muitos dos melhores jogadores da década de 1940 já haviam se aposentado ou foram negociados. O contraste na equipe levou os críticos a apelidarem o time de "Ted Williams e os Sete Anões". Além disso, ao contrário de muitas outras equipes, o proprietário Tom Yawkey se recusou a assinar contratos com jogadores de ascendência africana, mesmo tendo oportunidades de contratar o futuro Hall-of-Fame Jackie Robinson e Willie Mays, ambos experimentados por Boston e muito elogiados pelos olheiros da equipe. Ted Williams bateu 38,8% já com seus 38 anos em 1957, mas havia pouca esperança para os fãs de Boston. Williams se aposentou no final da temporada de 1960, conseguindo bater um home run no seu adeus ao Red Sox.

### 1960-1969
A década de 1960 também começou mal para o Red Sox, apesar da estreia de Carl "Yaz" Yastrzemski, que foi um dos melhores rebatedores da década. Os fãs do Red Sox referem-se a 1967 como o ano do "Sonho Impossível". O slogan é sobre uma canção do popular musical "Man of La Mancha". A temporada de 1967 é lembrada como uma das melhores da história do beisebol, porque quatro equipes estavam na briga até quase a última rodada da Liga Americana. A equipe terminou a temporada de 1966 em nono lugar, mas eles encontraram uma nova vida com Yastrzemski foram à World Series do ano seguinte. Yastrzemski venceu a Liga Americana naquela que é considerada como uma das melhores temporadas da história do beisebol. Mas o Red Sox perdeu a World Series - mais uma vez para o St. Louis Cardinals, em sete jogos.
Também durante a década de 1960, um jogador local de Boston chamado Tony Conigliaro conseguiu 24 home runs com apenas 18 anos de idade em 1964. "Tony C" tornou-se o mais jovem jogador da Major League Baseball a chegar na marca de 100 home runs, um recorde que dura até hoje. No entanto, ele foi atingido por uma bola lançada por Jack Hamilton em agosto de 1967. Conigliaro ficou fora toda a temporada seguinte, com dores de cabeça e visão turva e embora conseguisse ter uma temporada produtiva em 1970, jamais foi o mesmo jogador do início da carreira.

### 1970-1979
Logo após o "Sonho Impossível", a equipe começou a usar um boné vermelho com um segundo uniforme azul - Foram quatro temporadas jogando assim, de 1975 a 1978 - em contraste com o boné tradicional e com o uniforme B vermelho. Embora a equipe tenha jogado um beisebol competitivo durante boa parte da década de 1960 e início dos anos de 1970, eles acabaram jamis conseguindo ficar em uma posição melhor do que segundo lugar na sua divisão durante esse período. O mais próximo que eles chegaram de um título de divisão foi em 1972, quando perdeu por meio jogo para o Detroit Tigers.
O início da temporada foi adiado por uma greve de jogadores, e o Red Sox deixou de disputar uma partida, o que causou a perda da divisão. Em 2 de outubro de 1972, quando perdeu o último jogo do ano para justamente para o Tigres por 3-1, Luis Aparicio se confundiu quando Carl Yastrzemski deu uma rebatida tripla na terceira entrada, ao invés de seguir para o home plate ele tentou voltar para a terceira base que já estava ocupada pelo companheiro.

### 1980-1989
Após o playoff 1978, o Red Sox não atingiu a pós-temporada no sete anos seguintes. Em 1979, Carl Yastrzemski teria atingido a marca de 3000 rebatidas válidas. O Sox terminou em terceiro, com a marca de 91 vitórias e 69 derrotas. Apesar de ter menos de 50% de aproveitamento em 1980 e 1981, o Red Sox decidiu não renovar com Fred Lynn, Carlton Fisk, e Rick Burleson. Fisk foi para o White Sox, Lynn e Burleson para os Angels, em duas negociações que trouxeram Frank Tanana, Rudi Joe, Lansford Carney, Rick Miller, e Mark Clear. O Red Sox ganhou 89 jogos em 1982. Carl Yastrzemski se aposentou após a temporada de 1983, durante o qual o Red Sox terminou em sexto na divisão leste, seu pior resultados desde 1966.
No entanto, em 1986, parecia que a sorte da equipe estava prestes a mudar. A defesa permanecia forte com Jim Rice, Dwight Evans, Don Baylor, e o futuro Hall of Fame Wade Boggs. Roger Clemens ganhou os prêmios Cy Young e o de Jogador Mais Valioso. Ele se tornou o primeiro arremessador a ganhar estes dois prêmios desde Vida Blue, em 1971. O Red Sox venceu a divisão pela primeira vez em 11 temporadas, indo para os playoffs contra o Angels, que chegou a ficar com uma vantagem de 3-1 na série. Porém com uma grande recuperação o Red Sox conseguiu vencer os três últimos jogos da série sendo que no jogo 5 estava perdendo por 5 a 2 e virou para 6 a 5, garantindo o retorno para a disputa da World Series.
Na World Series de 1986 o Red Sox enfrentou o New York Mets. Boston venceu os dois primeiros jogos no Shea Stadium, mas perdeu os dois seguintes em casa jogando no Fenway Park. Depois que Bruce Hurst conseguiu sua segunda vitória no jogo 5, o Red Sox voltou ao Shea Stadium para tentar seu primeiro campeonato em 68 anos. No entanto, o jogo 6 se tornaria uma das perdas mais devastadoras da história do clube. Depois de sete entradas muito difíceis, Clemens colocou o Sox com uma vantagem de 3-2 no placar. Anos mais tarde, o gerente John McNamara, disse que Clemens estava sofrendo com uma bolha e pediu para ser retirado de jogo, mas o jogador nega até hoje. O Mets, em seguida, empatou o jogo em 3-3. A partida foi então para as entradas extras, onde o Red Sox abriu uma vantagem de 5-3 no início da 10ª. Depois de eliminar dois jogadores na parte baixa da 10ª entrada, o Red Sox ficaram mais próximos do que nunca de acabar com a seca de títulos.
O champanhe estava no gelo, um gráfico apareceu na transmissão televisiva da NBC saudando Barrett como o MVP da World Series, e uma mensagem de "adeus" apareceu brevemente no placar Shea Stadium felicitando o Red Sox como campeões. Depois de tantos anos de frustração, os fãs do Red Sox em todo o mundo já podiam sentir o gosto da vitória. No entanto, após três rebatidas simples e um wild pitch de Bob Stanley, o Mets empatou tudo novamente. Parecia que o Red Sox iria segurar, deixando o jogo seguir empatado até que Mookie Wilson rebateu de forma lenta em direção à primeira base, a bola rolou pelo chão bem perto dos pés de Bill Buckner que não conseguiu pegá-la, permitindo que Ray Knight marcasse a corrida da vitória do Mets. Enquanto Buckner foi apontado como responsável pela perda, muitos observadores notaram que, mesmo se Buckner tivesse pego a bola de forma limpa, Wilson possivelmente teria chegado a salvo na primeira base, deixando um homem na terceira com dois eliminados. Muitos questionaram ainda o porque de Buckner ter errado, lembrando que ele tinha joelhos ruins. No jogo sete o Mets chegou a estar perdendo por 3-0 mas reagiu, venceu e foi o campeão, alimentando ainda mais o mito de que o Red Sox foram "amaldiçoados".
O Red Sox voltou para a pós-temporada em 1988. Com o clube chegando a estar em quarto lugar no meio da temporada, o empresário John McNamara foi demitido e substituído por Joe Morgan em 15 de julho. Imediatamente o clube ganhou 12 jogos seguidos, sendo 19 de 20 no total, para garantir o título da divisão. Mas a magia durou pouco, pois a equipe foi varrida pelo Oakland Athletics na final da Liga Americana. Ironicamente, o MVP dessa série foi o ex-lançador do Red Sox e futuro Hall of Fame Dennis Eckersley, que salvou quatro vitórias para Oakland. Em 1990, o Red Sox voltou a vencer a divisão e encarar o Athletics na final da Liga Americana. No entanto, o resultado foi o mesmo, derrota em quatro partidas.

### 1990-1999
Tom Yawkey morreu em 1976, e sua esposa Jean R. Yawkey assumiu o controle da equipa até também falecer em 1992. Suas iniciais foram gravadas na parede do campo esquerdo em código Morse. Após a morte de Jean, o controle da equipe passou para a Trust Yawkey, que ficou até 2002, concluindo 70 anos de posse dos Yawkey. Em 1994, o General Manager Lou Gorman foi substituído por Dan Duquette, um nativo de Massachusetts que tinha trabalhado para o Montreal Expos. Duquette reviveu sistema de base da equipe, que durante seu mandato produziu jogadores como Nomar Garciaparra, Pavano e Carl David Eckstein. Duquette também gastou dinheiro com agentes livres, gastando U$ 160 milhões para ter Manny Ramírez após a temporada de 2000. 

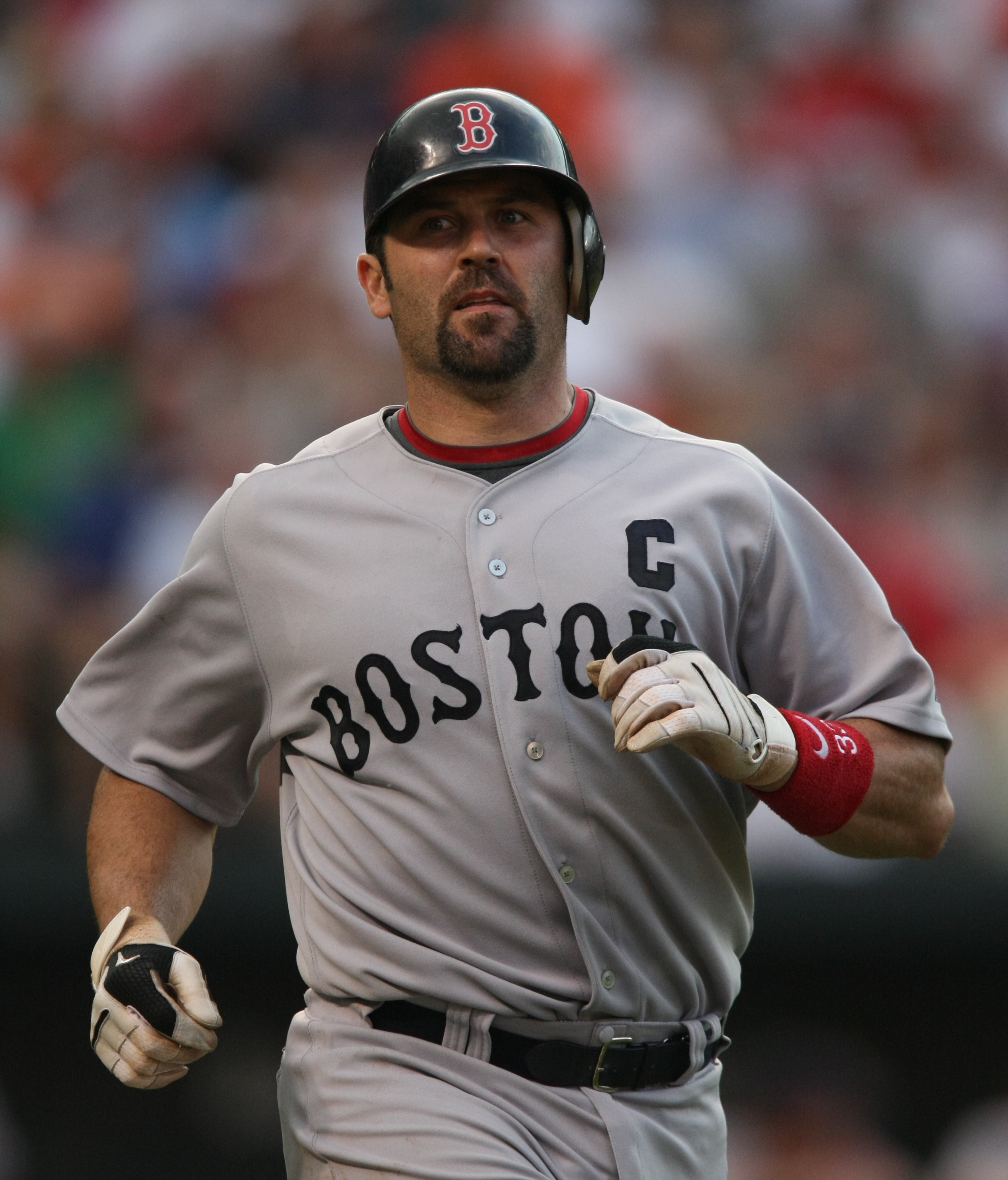
Jason Varitek foi contratado em 1997

O Red Sox venceu a recém-reorganizada Liga Americana Leste em 1995, terminando sete jogos à frente dos Yankees. No entanto, eles foram varridos em três jogos da ALDS pelo Cleveland Indians. Roger Clemens igualou seu recorde na liga, eliminando 20 jogadores do Detroit Tigers em 18 de setembro de 1996, naquela que seria uma de suas últimas aparições com o uniforme do Red Sox. Clemens chegou aos 30 anos em seguida, teve quatro temporadas, 1993-96, que foram por seus padrões medíocres na melhor das hipóteses, Duquette, disse o arremessador estava entrando "no crepúsculo de sua carreira". Clemens no entanto continuou jogando por mais dez anos e ganhou mais quatro prêmios Cy Young.
Fora da disputa em 1997, a equipe vendeu Slocum para o Seattle visando ter Jason Varitek e o arremessador destro Derek Lowe. Antes do início da temporada de 1998, o Red Sox negociou Tony Armas Jr. e Carl Pavano com o Montreal Expos para ter o arremessador Pedro Martínez. Martínez se tornou a âncora nos arremessos da equipe e foi muito bem em várias temporadas difíceis. Em 1998, a equipe venceu a Liga Americana Wild Card, mas novamente perdeu a American League Division Series para o Indians. Já em 1999, Duquette chamou o Fenway Park de "economicamente obsoleto" e fez votos pela construção de um novo estádio. Apesar do apoio da Assembleia Legislativa de Massachusetts e outros políticos, problemas com a compra do imóvel vizinho e firme oposição dentro do conselho da cidade de Boston, eventualmente, condenaram o projeto.
Em campo, o Red Sox de 1999 foram finalmente capazes de reverter sua sorte contra o Indians. Cleveland assumiu a liderança da série por 2-0, mas Boston venceu os próximos três jogos com a força dos arremessadores Derek Lowe, Pedro Martínez e seu irmão Ramón Martínez. No jogo 4 venceu por 23-7 sendo este o maior resultado em um jogo de playoff de toda a história da MLB. O jogo 5 começou com o Indians tendo uma vantagem de 5-2, após dois turnos, mas Pedro Martínez, veio na quarto entrada sem permitir nenhuma rebatida enquanto o ataque da equipe garantiu a vitória por 12-8 com dois home runs e sete corridas impulsionadas pelo outfielder Troy O'Leary. Após a vitória dramática, o Red Sox acabou perdendo a American League Championship Series para os Yankees por quatro jogos a um.

### 2000-2003
No ano 2000, o Red Sox conseguiu tirar pouco proveito de Nomar Garciaparra e dos melhores anos na carreira de Pedro Martínez (18-6, 1.74 ERA, e seu terceiro prêmio Cy Young). Em 2001, embora o Red Sox tenha conseguido um excelente desempenho de nova aquisição Manny Ramírez e um bom ano de Trot Nixon, sofreu pois Garciaparra jogou apenas 21 jogos, e Martinez rebateu por apenas 116 entradas. Para culminar, o Red Sox demitiu o gerente Jimy Williams e o substituiu por Joe Kerrigan, época que tiveram 17 vitórias e 26 derrotas. 

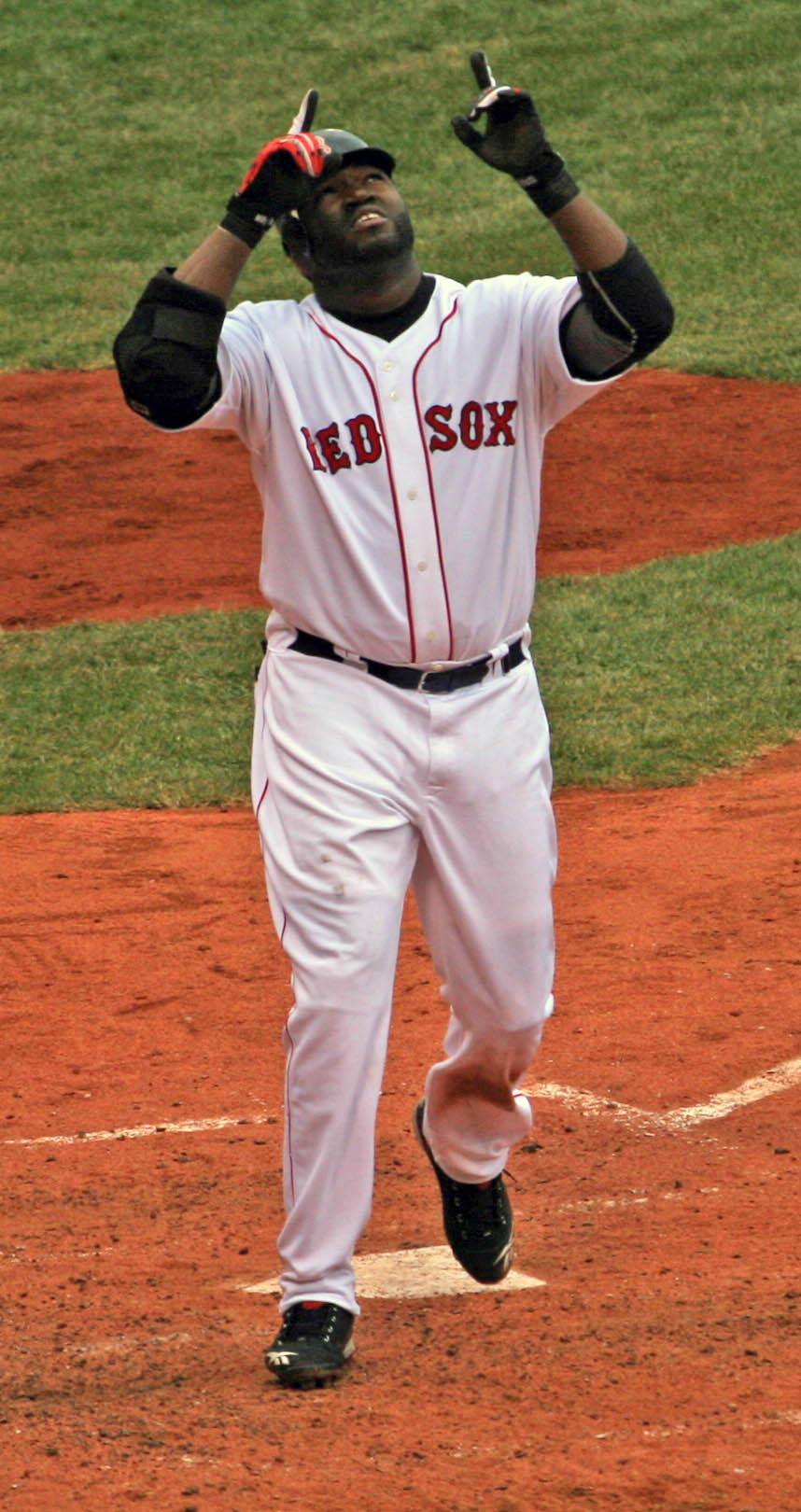
Ortiz ganhou espaço aos poucos

Em 2002, o Red Sox foram vendidos pelos Yawkey e o presidente Harrington para um consórcio liderado pelo principal proprietário John Henry. New England Sports Ventures: Henry, Lucchino, Werner, Couric, Otten, George Mitchell, Cammarata, Eskandarian, New York Times e Boston Globe, Voter.com, Solda, Rasky, Colin Powell, Cokie Roberts, Byron Dafoe, Jo Jo White. O grupo underbid e o concorrente mais próximo, James Dolan, em um negócio complexo organizados por Mitchell e Bud Selig. Tom Werner atuou como presidente executivo, Larry Lucchino atuou como presidente e CEO, que serve como vice-presidente. Dentro de vinte e quatro horas, Dan Duquette como GM foi demitido do clube em 28 de fevereiro, para que o ex-Angels GM Mike Port toma o controle provisório para a temporada de 2002. Uma semana depois, o gerente Joe Kerrigan foi demitido e substituído por Grady Little.
Embora quase todas as transações tenham sido feitas por Dan Duquette, como a assinatura do outfielder Johnny Damon afastado do Oakland A's, o novo proprietário também fez contratações para a equipe, incluindo a negociação do outfielder Cliff Floyd e Alan Embree. Nomar Garciaparra, Manny Ramírez, e Floyd foram bem, enquanto Pedro Martínez colocava seus habituais números em declínio. Derek Lowe venceu 20 jogos - tornando-se o primeiro jogador a salvar 20 jogos e ganhar 20 jogos. O Red Sox venceu 93 jogos, mas eles terminaram em 10 jogos e meio atrás dos Yankees para a divisão e seis atrás dos Angels pelo wild card. Na entressafra, Port foi substituído pelo graduado de Yale Theo Epstein depois que Oakland Billy Beane recusou o cargo. Na idade de 28, Epstein tornou o mais jovem gerente-geral na história da Major League até aquele momento.
O apelido "The Idiots" de 2004 surgiu a partir do "Cowboy Up" de 2003, que foi derivado de primeiro desafio de Kevin Millar para seus companheiros de equipe para mostrar mais determinação. Além de Millar, a ofensiva da equipe era tão forte que Bill Mueller era o sétimo no lineup ficando atrás de Manny Ramírez e o recém-adquirido David Ortiz. Ortiz começou a temporada como jogador reserva ao lado de Mueller, Hillenbrand Shea, e Jeremy Giambi, jogando coletivamente na primeira e terceira base. No entanto, Hillenbrand ficou chateado com a falta de sequência de jogos. O GM Theo Epstein, observando que Mueller estava apático, o negociou com o Arizona Diamondbacks em troca de Byung-Hyun Kim. Ortiz melhorou e virou titular, contribuindo significativamente na segunda metade da temporada. A decisão de Epstein acabou beneficiando muito a equipe, como o Red Sox quebrou recordes de rebatidas e ganhou o Wild Card da Liga Americana em 25 de setembro com uma vitória sobre o Baltimore Orioles no Fenway Park.
Na American League Division Series de 2003, o Red Sox estava perdendo a série por dois jogos contra o Oakland Athletics para ganhar a melhor-de-cinco partidas. Derek Lowe conseguiu um save no jogo 5 em uma vitória por 4-3. A equipe então enfrentou o New York Yankees na American League Championship Series. A série foi decidida em sete jogos, Boston levou 5-2 na oitava rodada, mas Pedro Martínez, que ainda estava lançando na oitava entrada, permitiu três corridas e o adversário igualou o placar. O Red Sox não conseguiu marcar contra Mariano Rivera e acabou perdendo por 6-5 quando o Yankee terceira base Aaron Boone bateu um home run contra Tim Wakefield. Alguns colocaram a culpa no maneger Grady Little alegando que ele deveria substituir Martínez na oitava entrada, pois ele começou a mostrar sinais de cansaço. Outros acreditam que a temporada foi de sucesso devido À dramática vitória na ALDS. Contudo o Boston Rede Sox decidiu fazer uma mudança. O contrato de Little expirou e a organização decidiu não renovar. Ele foi substituído pelo ex-gerente do Philadelphia Phillies Terry Francona.

### 2004: Campeões da World Series
Durante a offseason de 2003-2004, o Red Sox adquiriu o ace pitcher Curt Schilling e o fechador Keith Foulke. As expectativas mais uma vez se elevaram para a temporada de 2004 e a confiança de um título que viria depois de 86 anos de espera. A temporada regular começou bem em abril, mas conforme os meses foram avançando o time foi abatido por uma série de contusões, inconsistência e erros bobos na defesa.
O Red Sox começou então a trocar alguns jogadores. Entre eles estavam o popular porém sempre contundido "shortstop" Nomar Garciaparra pelo outfielder Matt Murton para o Chicago Cubs. Os Cubs enviaram Brendan Harris, Alex Gonzalez e Francis Beltran para o Montreal Expos, e o jogador de minor league, Justin Jones, para o Minnesota Twins. O Red Sox recebeu o primeira-base Doug Mientkiewicz do Twins e o shortstop Orlando Cabrera do Expos.
Em uma transação separada, o Red Sox mandou Henri Stanley para o Los Angeles Dodgers pelo center fielder Dave Roberts. Após essas trocas, o clube imediatamente começou a ver sua sorte mudar, vencendo 22 dos seus próximos 25 jogos se classificando para os playoffs em uma vaga no Wild Card. Jogadores e fãs afetuosamente se referiam aos jogadores como "Os Idiotas", um termo cunhado por Johnny Damon e Kevin Millar durante a corrida para os playoffs a fim de descrever o elenco eclético do time e a atitude agressiva e debochada com relação a "maldição".
Boston começou a pós-temporada varrendo o campeão da LA West, o Anaheim Angels, na ALDS de 2004. Contudo, Curt Schilling sofreu uma torção no tendão do tornozelo no Jogo 1. No terceiro jogo da série, Vladimir Guerrero fez um grand slam em cima de Mike Timlin no 7º inning para empatar o jogo. Contudo, David Ortiz rebateu um home run de walk-off de duas corridas na 10ª entrada para vencer o jogo. O Red Sox avançou para a Final da Liga Americana (ALCS) de 2004 contra o rival New York Yankees.
A série contra os Yankees começou muito mal para o Red Sox. Schilling, que lançou machucado, cedeu seis home runs em apenas três entradas e Boston acabou perdendo o jogo 1. No segundo jogo, com os Yankees liderando por 1 a 0 durante boa parte da partida, John Olerud acabou batendo um home run de duas corridas para Nova York para praticamente fechar o jogo. Depois disso, o Red Sox foram massacrados em casa pelo placar de 19 a 8 no jogo 3.
Até aquela ocasião, nenhum time na história do beisebol conseguiu virar uma série depois de estar perdendo por 3 a 0 nos playoffs. No jogo 4, o Red Sox viam-se a beira da eliminação, perdendo o jogo por 4 a 3 na nona entrada com Mariano Rivera vindo fechar o jogo para os Yankees. Depois de Rivera ceder um walk a Kevin Millar, Dave Roberts entrou como pinch runner e roubou a segunda base. Ele depois marcou numa rebatida simples de Bill Mueller, levando o jogo para a prorrogação. O Red Sox então venceriam o jogo com um home run de duas corridas de David Ortiz no 12º inning. O jogo 5 foi até 14 innings, quebrando o recorde de jogo mais longo na história da ALCS. Ambos tiveram várias oportunidades para vencer o jogo, até que Ortiz conseguisse novamente uma rebatida de walk-off no final da 14ª entrada.
Com a série retornando ao Yankee Stadium para o Jogo 6, a virada histórica continuou com Schilling lançando mesmo com um tornozelo dolorido. Três suturas foram utilizadas para estabilizar o tendão machucado de Schilling que acabou sangrando durante o jogo inteiro, fazendo sua meia ficar vermelha com o sangue. Schilling permitiu apenas uma corrida em 7 innings para ajudar o Red Sox a vencer a partida. No jogo 7, o Red Sox continuou com sua virada histórica com o dominador Derek Lowe no montinho e Johnny Damon rebatendo dois home runs (incluindo um grand slam no segundo inning). Boston venceu o Yankees por 10 a 3. Ortiz, que impulsionou a corrida da vitória nos jogos 4 e 5, foi nomeado ALCS Most Valuable Player (jogador mais valioso das finais de liga). O Red Sox se juntou ao Toronto Maple Leafs de 1941-42 e ao New York Islanders de 1974–75 como o único time das ligas profissionais de esporte a vencer uma série-melhor-de-sete depois de ter perdido os três primeiros jogos.
O Red Sox então varreram o St. Louis Cardinals na World Series de 2004. Boston começou essa série vencendo por 11 a 9, marcado pelo home run de Mark Bellhorn sobre a trave de Pesky. No jogo 2, em Boston, foi vencido graças a uma atuação incrível de Curt Schilling. Pedro Martínez (pela primeira vez jogando numa World Series) venceu o Cardinals por shut out (sem ceder uma corrida sequer) durante as sete entradas que jogou na vitória por 4 a 1 no jogo 3, e por fim Derek Lowe e o Boston Red Sox não permitiu uma única corrida no Jogo 4. O jogo terminou quando Edgar Rentería rebateu uma bola direto no closer Keith Foulke. Depois de Foulke lançou a bola para Mientkiewicz na primeira-base, o Red Sox finalmente venciam o título depois de uma espera de 86 anos.
Boston permitiu apenas três corridas ofensivas para os Cardinals nos últimos três jogos e nunca ficou atrás no placar. Manny Ramírez foi então nomeado MVP da World Series. Em adição a essa final surreal, um toque na vitória heróica para Boston, no jogo 4 sob um eclipse lunar sobre o Busch Stadium. A Nação Red Sox encheu as ruas de Boston para celebrar com o time nos famosos barcos Duck. O Red Sox ganhou reconhecimento nacional e mundial com sua vitória histórica pondo fim a uma maldição de 86 anos. Em dezembro, a Sports Illustrated nomeou o Boston Red Sox de 2004 de Time do Ano.

### 2005
Depois de vencer sua primeira World Series em 86 anos, o clube renovou com o catcher Jason Varitek e o nomeou capitão do time. Em 2005, o vencedor da divisão leste da LA seria decidido na última semana, com os Yankees indo ao Fenway Park vencendo por um jogo. Então o Red Sox venceu dois dos três jogos para fechar o ano com o mesmo recorde do Yankees, 95–67. Contudo, em um jogo de desempate os Yankees venceram por 10 a 9, faturando a divisão e deixando o Red Sox com a vaga no Wild Card. Boston então foram varridos pelos eventuais campeões daquele ano, o Chicago White Sox na primeira rodada dos playoffs.

### 2006
Em 31 de outubro de 2005, o gerente geral Theo Epstein renunciou no último dia do seu contrato. Na noite de Ação de Graças, o Red Sox anunciou a aquisição do arremessador Josh Beckett e do terceira base Mike Lowell, do Florida Marlins. Johnny Damon quebrou os corações da nação Red Sox ao assinar por quatro anos com os Yankeesm Coco Crisp acabou sendo a opção. No entanto, Crisp fraturou o dedo indicador esquerdo em abril e ia acabar perdendo mais de 50 jogos em 2006. Em janeiro de 2006, Epstein chegou a um acordo com o Red Sox e foi novamente nomeado Diretor Geral.
A renovada do Red Sox, com o terceira base Mike Lowell, o segunda base Mark Loretta, e o primeira base Kevin Youkilis acabou se tornando um dos melhores infields fielding do beisebol. O Red Sox cometeu o menor número de erros na liga americana em 2006, e em 30 de junho, em Boston estabeleceu um novo recorde da liga principal de 17 jogos sem nenhum erro. Um dos melhores pontos da temporada de 2006 foi o surgimento de Jonathan Papelbon. Papelbon acabou estabelecendo um recorde de estreante no Red Sox, com 35 saves e ganhando uma aparência de All-Star. Além disso, David Ortiz, teve seu ponto alto acertando 54 home runs. As lesões de Jason Varitek, Trot Nixon, e Manny Ramírez, além de Tim Wakefield, o estreante Jon Lester, Clement e Matt culminaram em um fracasso não esperado. O Red Sox terminou 2006 com um registo de 86-76 e em terceiro lugar na Divisão.

### 2013: Voltando ao topo
Após terminar em último na Liga Americana Leste, com um recorde negativo de 69-93 em 2012, ficando 26 jogos atrás do Yankees, o Boston acabou se tornando o 11º time da história da liga principal a ir de pior na divisão para primeiro lugar na temporada seguinte, quando conquistou o título da divisão no dia 21 de setembro de 2013. Muitos creditam que essa melhora aconteceu após a contratação de gerente de John Farrell. Sendo ele um ex-membro da equipe que retornou, acabou mantendo um grande respeito por jogadores influentes como Lester, Pedroia e Ortiz.
De volta à World Series, o time derrotou o St. Louis Cardinals por 4 jogos a 2, conquistando assim seu oitavo título na história (o terceiro em dez anos).

## Maldição do Bambino

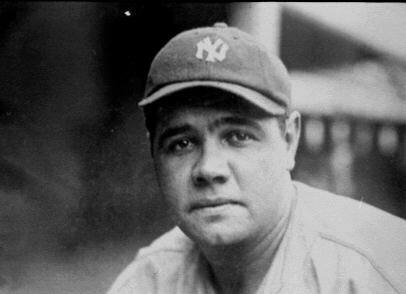
Babe Ruth

O crescimento da rivalidade entre Red Sox e Yankees fez surgir ao longo dos anos uma expressão na "cultura popular" denominada "Maldição do Bambino", que atormentou a vida do time de Boston durante longos e intermináveis 86 anos, tempo em que a equipe ficou sem ganhar nenhum título da World Series.
A história começou em 1918, quando o Red Sox mantinham a sua força na Liga e estavam mais uma vez em alta na temporada regular com 75 vitórias e 51 derrotas, chegando à World Series sem muitos problemas. O adversário na ocasião foi o Chicago Cubs e, liderados pelo jovem Babe Ruth, que era conhecido como Bambino, eles acabaram campeões com uma vitória por 4 jogos a 2.
O general manager do Red Sox desde 1917 era Harry Frazee, um produtor de musicais que costumava dizer que o melhor de Boston era o comboio para Nova York. Em 1919 Frazee vendeu Babe Ruth para o New York Yankees. Por anos muitos acreditavam que o motivo da venda teria sido em função da necessidade de um financiamento para um musical na Broadway, chamado No, No, Nanette, mas esse musical só fez sua estreia cinco anos após a negociação entre as duas equipes. O dinheiro teoricamente então teria sido usado para o musical percursor de No, No, Nanette, chamado My Lady Friends.
Outros jogadores do Red Sox seguiram o mesmo caminho nos anos seguintes mas nenhum teve o mesmo impacto que Bambino. Assim a equipe do Yankees, que nunca havia vencido nenhum campeonato, começou a vencer e levou nada menos que 8 títulos, sendo 4 da World Series, com atuações espetaculares de Babe Ruth, que mesmo não sendo considerado um ótimo atleta por sua forma física, batia na bola como ninguém mesmo que viessem a 150 km/h. As receitas geradas dali em diante fizeram o time de Nova York construir seu estádio que ficou conhecido como "A Casa que o Ruth Construiu". Harry Frazee ficou no Boston até 1923 quando sua equipe terminou em último lugar, ele fora então para Nova York e jamais regressou a Boston novamente.
Durante os primeiros 26 anos da maldição, o time teve excelentes jogadores considerados os melhores da temporada como Ted Williams — um dos melhores rebatedores de todos os tempos —, Bobby Doerr, Jimmy Foxx e Johnny Pesky. O Red Sox só conseguiu retornar à World Series em 1946, mas perdeu para o St. Louis Cardinals por 4 jogos a 3. Mais alguns anos de dificuldades até que em 1967 surgiu uma nova oportunidade de título quando o time chegou a World Series liderados por Carl Yastrzemski — mais conhecido como Yaz —, que terminou sua espetacular carreira com 452 home runs. Esta campanha acabou sendo conhecida como "Sonho Impossível" devido às dificuldades que o time enfrentou durante toda a temporada. O adversário era mais uma vez o Cardinals e a derrota foi novamente de 4 jogos a 3. A MLB criou em 1969 o título de campeão da cada liga, a Série de Campeonato da Liga Nacional e a Série de Campeonato da Liga Americana. Nos primeiros anos nem Sox e nem Yankees venceram tais disputas, apenas em 1975 o Boston conseguiu chegar a essa final contra o Oakland Athletics que já havia disputado quatro vezes perdendo apenas uma.

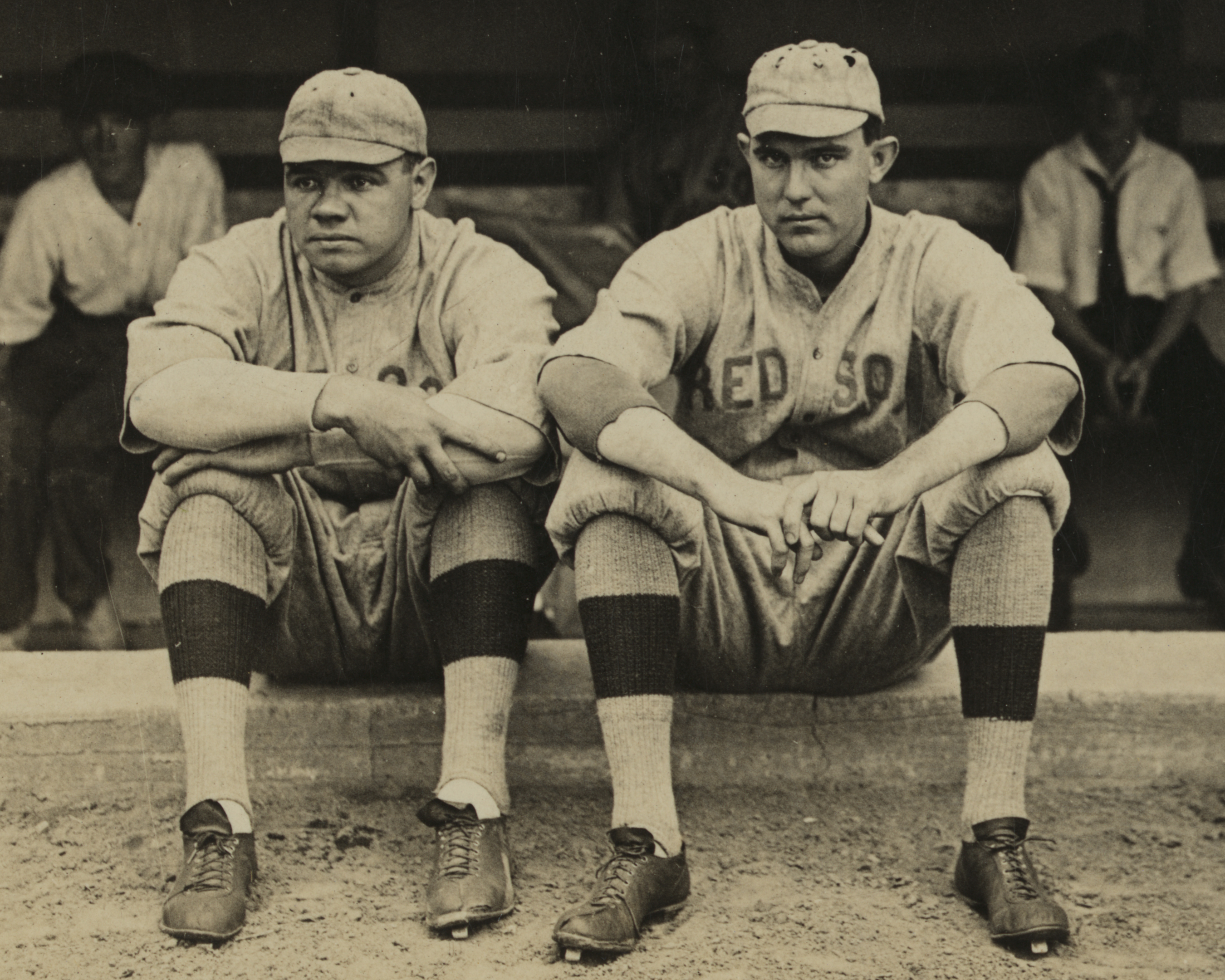
Babe Ruth e Ernie Shore

Acabaram derrotando o A´s e chegaram a World Series contra o Cincinnati Reds, conhecidos na época como a "A Máquina Vermelha", pois seus jogadores estavam em uma sintonia incrível. O jogo número seis daquela série se tornou inesquecível para todos os torcedores que compareceram ao Fenway Park e para qualquer um que gosta de esporte, sendo por muitos considerado o melhor jogo de playoffs de todos os tempos. O time estava perdendo por 6 a 3 na oitava entrada até que veio o home-run de Bernie Cabo, que empataria a partida. Na 12ª entrada, Carlton Fisk rebateu uma bola em direção ao poste esquerdo. Ele, enquanto andava para a primeira base, fazia movimentos com o braço, como se estivesse empurrando a bola em direção contraria do poste. Resultado: a bola bateu no poste - que depois seria batizado como Fisk Foul Pole - e foi o home-run que daria a vitória à equipe de Boston. Todo o esforço porém foi em vão já que no jogo sete foram derrotados por 4-3 mantendo a "Maldição do Bambino" ainda viva. Aquela World Series foi batizada de Super Series, por ser, sem dúvida, a melhor World Series já jogada na história do beisebol.
As coisas continuavam sempre dando errado nos anos seguintes como por exemplo o erro fatal de Bill Buckner, na World Series de 1986 onde foram mais uma vez derrotados, ou o home-run de walk-off de Aaron Boone, que deu a vitória para o Yankees no jogo sete da decisão da Liga Americana de 2003. Ao longo dos anos foi tentado de tudo para por fim a maldição, exorcismo no estádio Fenway Park, descobrir um piano que Babe Ruth (bêbado) teria jogado em um lago e até formar uma corrente com os torcedores dando as mãos ao redor do campo. Nada funcionou até 2004 quando a senhora Linda Ruth Tosetti, neta de Babe Ruth, contou ao treinador Terry Francona e aos jogadores que o avô havia perdoado o antigo clube. Naquele ano o adversário na final da Liga Americana era mais uma vez o Yankees, que já detinham 26 títulos da World Series e eram os maiores responsáveis pela maldição que assolava Fenway Park há 86 anos. A série de 7 jogos foi mais uma vez um drama para o torcedor de Boston.
O time de Nova York ganhou os 3 primeiros jogos ficando a apenas uma vitória da classificação, mas o Red Sox então alcançou a façanha de ganhar os outros 4 jogos restantes conseguindo uma das maiores viradas da história em todos os esportes norte-americanos. Na World Series derrotaram os Cardinals por 4 jogos a 0 e finalmente levaram o título da MLB colocando um fim na terrível "Maldição do Bambino" que durou 86 anos.

## Números aposentados
| Ted Williams 2B LF Aposentado em 29 de Maio 1984 | Joe Cronin SS Mgr, GM Aposentado em 29 de Maio 1984 | Bobby Doerr 2B Coach Aposentado em 21 de Maio 1988 | Carl Yastrzemski LF 1B, DH Aposentado em 6 de Agosto 1989 | Carlton Fisk C Aposentado em 4 de Setembro 2000 | Johnny Pesky SS, 3B Mgr, Cch Aposentado em 23 de Setembro 2008 | Jim Rice LF, DH Coach Aposentado em 28 de Julho 2009 | Pedro Martínez RHP Aposentado em 28 de Julho 2015 | Wade Boggs 3B Aposentado em 26 de Maio 2016 | David Ortiz DH, 1B Aposentado em 23 de Junho 2017 | Jackie Robinson SB Aposentado em 15 de Abril 1997 |

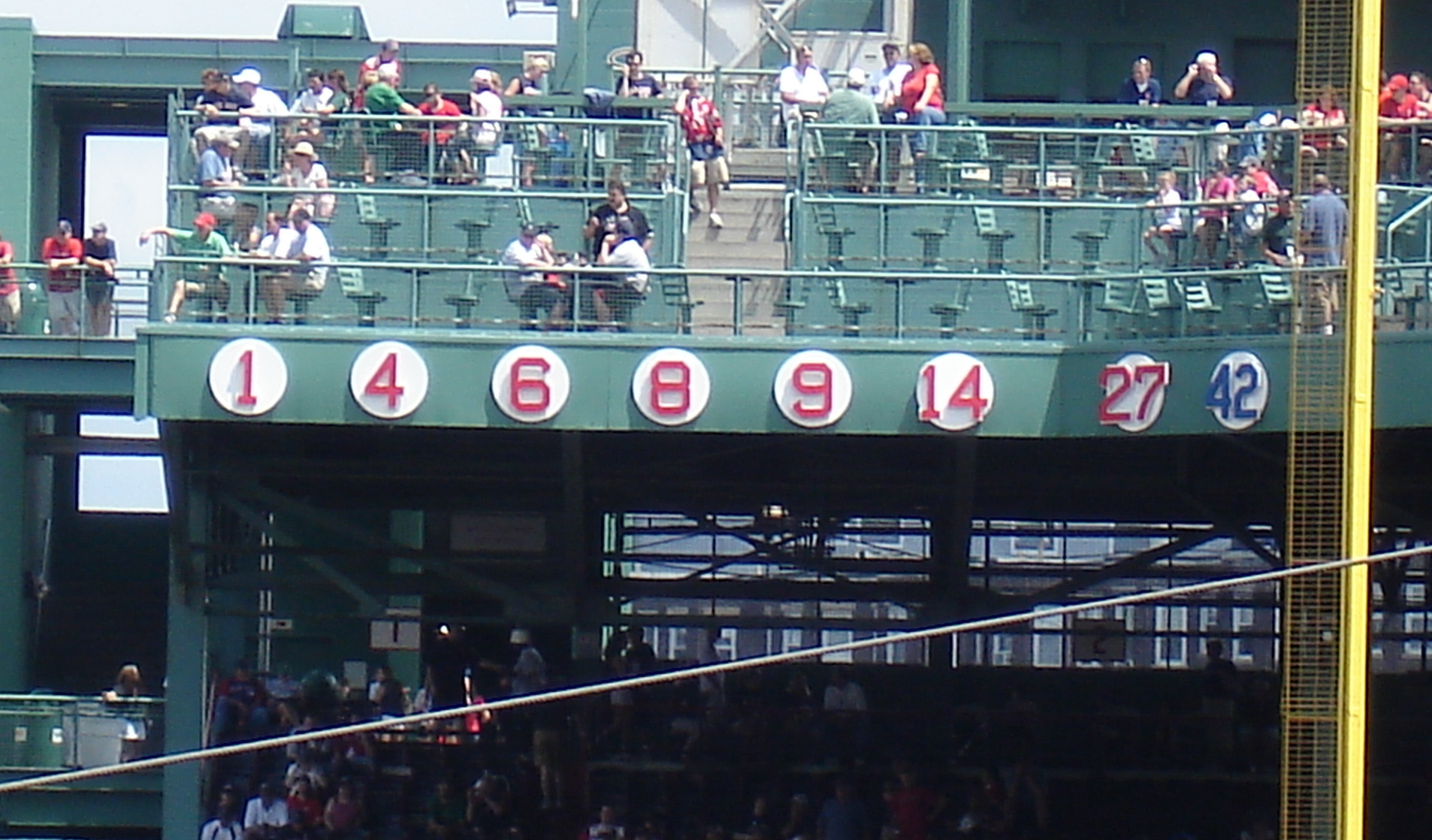
Os números aposentados no Fenway Park

O Boston Red Sox aposentou e não usa mais o número de vários jogadores que fizeram história na equipe. A aposentadoria do número mais recente foi em 23 de junho de 2017, quando o Red Sox aposentou o número 34, de David Ortiz.
O Red Sox tem duas exigências oficiais para um jogador ter seu número de reformados:
- A eleição para o National Baseball Hall of Fame
- Pelo menos 10 anos jogando com o Red Sox

O Red Sox tinha anteriormente uma exigência de que o jogador "tinha que ter terminado a sua carreira com o Red Sox," mas isso foi reconsiderado após a eleição de Carlton Fisk para o Hall da Fama. Fisk realmente se aposentou com o White Sox, mas Dan Duquette o contratou para um dia como um assistente especial, o que permitiu Fisk tecnicamente encerrar a sua carreira com o Red Sox. Depois disso, com a expectativa de que possa haver outros ex-jogadores do Red Sox, que seria negada a oportunidade de ter o seu número pelo clube (um exemplo seria Roger Clemens), a equipe desistiu dessa regra. Alguns argumentam que a regra ainda existe de fato, devido ao o número de Wade Boggs "não ter sido aposentado pelo Boston, embora ele atenda os requisitos oficiais (Boggs terminou a sua carreira com o Tampa Bay Rays, depois de passar cinco anos com o rival New York Yankees). No entanto Boston fez homenagens a Boggs, votando-o para o Red Sox Hall of Fame, em 2004, um ano antes, ele foi consagrado em Cooperstown.
Assim a única exceção que foi feita até hoje é para o ex-shortstop do Boston Johnny Pesky, cujo número 6 foi aposentada em 28 de setembro de 2008. Pesky nem passou dez anos como jogador e nem foi eleito para o Hall da Fama do Beisebol, porém, o proprietário do Red Sox citou - "… sua versatilidade de contribuições no campo, fora do campo, [e] na canoa …," inclusive como gerente, scout, e um instrutor especial e decidiu que tinha que mercer esta honra.
Já o número 42 foi oficialmente aposentado pela Major League Baseball em 1997, mas Mo Vaughn foi um de vários jogadores que continuou vestindo o #42 através de uma cláusula do avô. Em comemoração ao Dia Jackie Robinson, os jogadores da MLB foram convidados a vestir o número 42 para os jogos jogados em 15 de abril de Coco Crisp (CF), David Ortiz (DH), e DeMarlo Hale (Coach) feziram isso em 2007 e novamente em 2008. Em 2009, a MLB tinha todos os jogadores de todas as equipes usando o #42 em homenagem ao dia Jackie Robinson.
Red Sox colocou os números pendurados na fachada direita do estádio Fenway Park no final dos anos 1990, os números originalmente tinham a ordem em que foram aposentados: 9-4-1-8. Percebeu-se no entanto que do jeito que os números estavam, podiam ser lidos como uma data (9 de abril de 2018), justamente o dia da véspera em que haviam ganho a World Series pela última vez em 1918 antes do título de 2004. A fachada acabou sendo pintada, e os números foram reorganizados em ordem numérica.
O Red Sox não tem mais emitidos vários números desde a saída de jogadores importantes que os usavam, especificamente:
- 15 - Dustin Pedroia 2B (2006-2019);
- 21 - Roger Clemens RHP (1984-1996); jogou pela última vez em 2007 para o New York Yankees
- 33 - Jason Varitek C (1997-2011);
- 49 - Tim Wakefield RHP (1995–2011);

Há também um importante debate nos círculos da mídia de Boston entre os fãs sobre o potencial de se aposentar do número 25 de Tony Conigliaro. No entanto, o número foi atribuído a vários jogadores (incluindo Orlando Cepeda, Clear Mark, Don Baylor, Larry Parrish, Jack Clark, Troy O'Leary e Jeremy Giambi). O número 25 é atualmente usado por terceira base da equipe, Mike Lowell, que coincidentemente venceu o Prêmio Tony Conigliaro em 1999.

## Boston Red Sox Hall da Fama

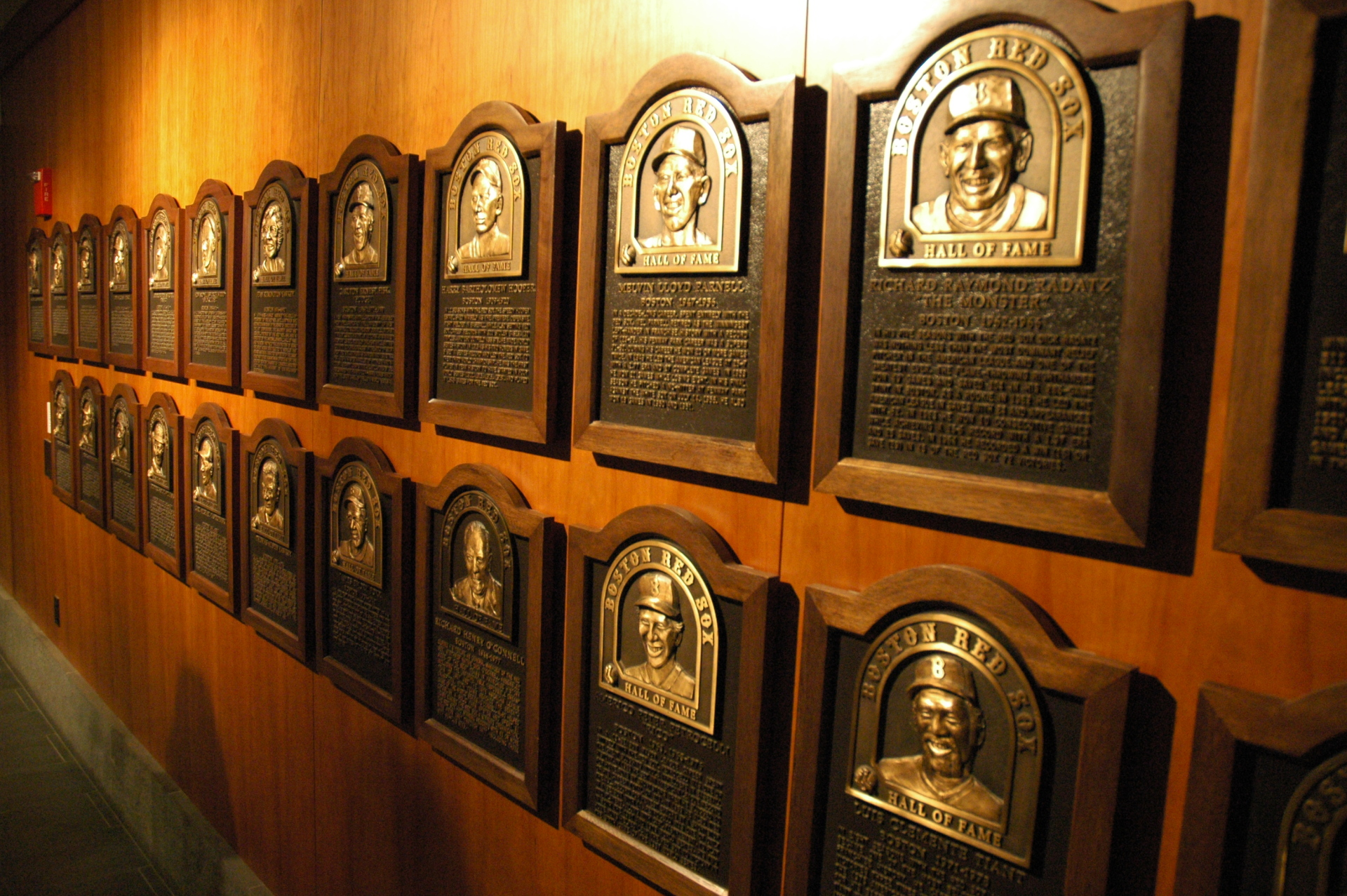
O Hall da Fama do Boston Red Sox

## Ocorrências notáveis e recordes
- Pedro Martínez conseguiu a marca de 1,74 de ERA, a melhor do ano 2000.
- Nomar Garciaparra rebateu em 37,2% no ano 2000, recorde do time para destro.
- David Ortiz, em 2005, anotou 47 home runs e 148 RBI. Ele ficou em segundo lugar na votação para MVP vencida por Alex Rodriguez.
- David Ortiz quebrou o recorde da franquia na temporada 2006 com 54 home runs na temporada regular.
- Em 22 de abril de 2007, Manny Ramírez, JD Drew, Mike Lowell, e Jason Varitek bateram quatro consecutivos home runs na terceira entrada diante de 10 arremessos de Chase Wright, do New York Yankees. Esta foi a quinta vez na história da Major League que isso ocorreu e a primeira vez na história do Red Sox.
- Em 1 de setembro de 2007, Clay Buchholz não sofreu nenhuma rebatida diante do Baltimore Orioles. Ele é o 17º jogador do Red Sox a conseguir essa façanha sendo o primeiro novato a tê-la feito.
- Em 22 de setembro de 2007, com uma vitória sobre o Tampa Bay Rays, o Red Sox conquistou uma vaga na pós-temporada pela quarta vez em cinco anos, foi a primeira vez na história do clube isso aconteceu. Além disso, Terry Francona tornou-se o primeiro treinador na história da equipe a levar o clube para três playoffs consecutivos.
- Em 8 de setembro de 2008, o Red Sox conseguiu o recorde de 456 jogos consecutivos em casa com o estádio totalmente lotado. O recorde anterior era do Cleveland Indians, que havia conseguido 455 jogos entre 12 de junho de 1995 e 2 de abril de 2001. A sequência começou no dia 15 de maio de 2003 contra o Texas Rangers. O Red Sox são apenas a terceira equipe a vender todos os ingressos jogando em casa durante uma temporada inteira (o Colorado Rockies em 1996 e 2000 e o San Francisco Giants são os outros dois).
- No dia 30 de outubro de 2013, o Red Sox derrotou o St. Louis Cardinals e voltou a ser campeão da World Series jogando em seu estádio, o Fenway Park, após 95 anos desde a última conquista em 1918.[24]